# Força nuclear
La força nuclear és aquella exercida entre nucleons. És la responsable de l'enllaç entre els protons i els neutrons dins del nucli atòmic. Pot ser interpretada en termes de mesons lleugers, com els pions. Encara que la seva existència ha estat demostrada des de la dècada de 1930, els científics encara no han pogut establir una llei que permeti calcular el seu valor a partir de paràmetres coneguts, contràriament a les lleis de Coulomb i de Newton.
A vegades se l'anomena força forta residual, per distingir-la de la força nuclear forta que s'explica a partir de la cromodinàmica quàntica.